# 海西モンゴル族チベット族自治州
海西モンゴル族チベット族自治州（かいせい-モンゴルぞく-チベットぞく-じちしゅう、モンゴル文字：ᠬᠠᠢᠢᠰᠢ ᠵᠢᠨ
ᠮᠣᠨᠭᠭᠤᠯ
ᠲᠥᠪᠡᠳ
ᠦᠨᠳᠦᠰᠦᠲᠡᠨ ᠦ
ᠦᠪᠡᠷᠳᠡᠭᠡᠨ
ᠵᠠᠰᠠᠬᠤ
ᠵᠸᠤ　転写:Qayisi-yin Moŋɣol Töbed öbertegen jasaqu jėü、チベット文字：མཚོ་ནུབ་སོག་རིགས་ཆ་བོད་རིགས་རང་སྐྱོང་ཁུལ་）は、中華人民共和国青海省に設置されたチベット族およびモンゴル族を自治の主体民族とする自治州。
チベット名のツォヌプの「ツォ (mtsho)」、モンゴル名の「ノール ᠨᠠᠭᠤᠷ」とは「青海湖（チベット名：ツォ・ティショル・ギャルモ (mtsho khri shor rgyal mo)、モンゴル名：フフ・ノール ᠬᠥᠬᠡᠨᠠᠭᠤᠷ） を、チベット名「ヌプ (nub)」、モンゴル名「バロン ᠪᠠᠷᠠᠭᠤᠨ」」とは「西」を意味し、あわせて「ツォ・ティショル・ギャルモの西」を意味する。中国名「海西」は、その逐語訳である。
自治州面積は青海省の45%を占める。州都はデリンハ市。チベットの伝統的な地理区分ではアムド地方の北部に相当する。またモンゴル人が伝統的に「デート・モンゴル（高地モンゴル）」と称してきた地の大部分を占める。

## 地理
チベット高原北部、青海省の西部に位置し、西は新疆ウイグル自治区、北は甘粛省、南は青海省の玉樹チベット族自治州およびゴロク・チベット族自治州、東は青海省の海北チベット族自治州および海南チベット族自治州と接する。また本州の西南方には、玉樹チベット族自治州とチベット自治区のナクチュ市に囲まれた飛地がある。
自然地理的には中国四大盆地のひとつであるツァイダム盆地に所在し、北はアルチン山脈・祁連山脈、南はバヤンカラ山脈に囲まれている。州内の平均海抜は 3,000 メートル前後、年平均気温は摂氏マイナス5.6度からマイナス5.2度で寒冷な大陸性高原気候である。州東部は農牧地帯、州西部は鉱工業地区となっているが、大部分は人煙稀な地域である。

## 歴史
古代には西羌の地であり、東晋後期から隋唐時代には吐谷渾や吐蕃の支配下にあった。漢平帝の元始4年（西暦4年）、王莽が西海郡を設置し、現在の海西地方の東部がその管轄下に入った。晋代にはこの地域が吐谷渾の支配下に置かれた。隋の大業5年（609年）、隋軍が吐谷渾を撃破し、その地に4つの郡を設置した。このうち、東部は西海郡、西部は鄯善郡の管轄下に入った。唐の龍朔3年（663年）、吐蕃が吐谷渾を滅ぼし、その地を支配するようになり、現在の海西モンゴル族チベット族自治州の地域は吐蕃の腊城節度使の管轄下に置かれた。この地域シルクロードの間道にあたり、東西交通史で重要な役割を果たしている。この頃の史跡として、国家重点文化保護単位である都蘭県の熱水吐蕃古墓群などがある。
元代には、この地域は吐蕃等処宣慰使司都元帥府と甘粛等処行中書省沙州路に属した。明の初期には安定、阿瑞、曲先、罕東の4衛が設置され、これらは「塞外四衛」と呼ばれ、西寧衛が兼管していたが、東モンゴル諸部が進入し、1639年よりグシ・ハン属下のオイラト族が移住し、彼らはグシ・ハン王朝の権力基盤となった。
清の雍正3年（1725年）には、雍正帝のチベット分割により青海地方を清の管轄とし、欽差大臣である青海蒙古番子事務大臣の管轄下に置かれた。辛亥革命後は、この地域を支配していた馬氏政権が中国国民党と連携し実効支配していた。
民国6年（1917年）、この地域は都蘭理事の管轄下に置かれた。民国19年（1930年）、都蘭理事は都蘭県に改称され、現在の海西モンゴル族チベット族自治州全域を管轄し、青海省に属した。民国27年（1938年）、現在の都蘭県に青海省第八行政督察専員公署が設立された。民国30年（1941年）、これが青海省第一行政督察専員公署に改称された。民国32年（1943年）、都蘭県から分割され、香徳設治局が設置され、その行政中心は現在の都蘭県香日徳鎮に置かれた。民国35年（1946年）、香徳設治局は廃止された。
1949年、馬氏政権と中国国民党は国共内戦で中国共産党の中国人民解放軍に敗北、この地域は中華人民共和国の支配下に入った。
1952年、都蘭県は都蘭自治区に改編された。1953年、都蘭自治区から分割され天峻チベット族自治区が設置された。1955年12月12日、海西モンゴル族チベット族カザフ族自治州に改称され、同年に都蘭自治区は都蘭県に、天峻チベット族自治区は天峻県に改編された。1958年8月8日、自治区は自治州に改称され、海西モンゴル族チベット族カザフ族自治州が設立された。その行政中心はチャガンウス（察汗烏蘇）に置かれた。
1959年、自治州の首府は大柴旦に移され、同年に烏蘭県が設立された。1963年には自治州が海西モンゴル族・チベット族・カザフ族自治区に再び改称され、首府はデリンハに移された。1980年6月、ゴルムド県がゴルムド市に改編された。1985年5月21日、海西モンゴル族・チベット族自治州に改名された。1988年4月19日には、デリンハ市が設立。2018年2月22日、旧茫崖行政委員会と冷湖行政委員会が統合され、茫崖市が設立された。

## 行政区画
3県級市・3県・1行政委員会を管轄する。
- 県級市：
  - デリンハ市（徳令哈市）・ゴルムド市（格爾木市）・茫崖市
- 県：
  - 烏蘭県・都蘭県・天峻県
- 行政委員会：
  - 大柴旦行政委員会

| 海西モンゴル族チベット族自治州の地図                                                  |
| ------------------------------------------------------------------------------------- |
| ゴルムド市 デリンハ市 茫崖市 烏蘭県 都蘭県 天峻県 大柴旦行政委員会 （ゴルムド市飛地） |

### 年表
この節の出典

#### 海西蒙蔵カザフ族自治区
- 1953年8月8日 - 青海省都蘭自治区を編入。海西蒙蔵カザフ族自治区が成立。(1自治区)
- 1953年9月30日 (2自治区)
  - 都蘭自治区が都蘭モンゴル族自治区に改称。
  - 都蘭モンゴル族自治区の一部が分立し、天峻チベット族自治区が発足。
- 1955年5月 - 都蘭モンゴル族自治区の一部が分立し、ツァイダム工作委員会となる。(2自治区)
- 1955年7月28日 - 海西蒙蔵カザフ族自治区が海西蒙蔵カザフ族自治州に改称。

#### ツァイダム工作委員会
- 1955年5月 - 海西蒙蔵カザフ族自治区都蘭チベット族自治区の一部が分立し、ツァイダム工作委員会が発足。(1工作委員会)
- 1955年10月23日 - ゴルムド工作委員会を設置。(1工作委員会)
- 1956年1月18日 - ゴルムド工作委員会がツァイダム盆地工作委員会に編入。

#### 海西蒙蔵カザフ族自治州
- 1955年10月23日 - 都蘭モンゴル族自治区の一部が分立し、デリンハ工作委員会が発足。(2自治区1工作委員会)
- 1955年10月31日 (2県1工作委員会)
  - 都蘭モンゴル族自治区が県制施行し、都蘭県となる。
  - 天峻チベット族自治区が県制施行し、天峻県となる。
- 1958年4月8日 - デリンハ工作委員会が県制施行し、デリンハ県となる。(3県)
- 1958年11月3日 - 都蘭県の一部が分立し、茶卡工作委員会が発足。(3県1工作委員会)
- 1959年3月22日 - 茶卡工作委員会が県制施行し、烏蘭県となる。(4県)
- 1962年10月20日 - デリンハ県が烏蘭県に編入。(3県)
- 1963年8月26日 - 海西蒙蔵カザフ族自治州が海西モンゴル族チベット族カザフ族自治州に改称。

#### ツァイダム盆地工作委員会
- 1956年1月18日 - ツァイダム工作委員会ゴルムド工作委員会を編入。ツァイダム盆地工作委員会が成立。(4工作委員会)
  - ゴルムド工作委員会の一部が分立し、茫崖臨時工作委員会・馬海臨時工作委員会・タンラ山工作委員会が発足。
- 1957年4月3日 - ツァイダム盆地工作委員会がツァイダム盆地行政委員会に改称。

#### ツァイダム盆地行政委員会
- 1958年1月4日 - ツァイダム盆地行政委員会がツァイダム行政委員会に改称。

#### ツァイダム行政委員会
- 1958年9月26日 - 馬海臨時工作委員会の一部が分立し、冷湖市臨時工作委員会が発足。(5工作委員会)
- 1960年11月17日 (3市3工作委員会)
  - 馬海臨時工作委員会・ゴルムド工作委員会の各一部が合併し、大柴旦市が発足。
  - ゴルムド工作委員会が市制施行し、ゴルムド市となる。
  - 冷湖市臨時工作委員会が市制施行し、冷湖市となる。
- 1963年8月26日 - 大柴旦市・冷湖市・ゴルムド市・茫崖臨時工作委員会・馬海臨時工作委員会・タンラ山工作委員会が海西モンゴル族チベット族カザフ族自治州に編入。

#### 海西モンゴル族チベット族カザフ族自治州
- 1963年8月26日 - 海西蒙蔵カザフ族自治州が海西モンゴル族チベット族カザフ族自治州に改称。(3市3県3工作委員会)
  - ツァイダム行政委員会大柴旦市・冷湖市・ゴルムド市・茫崖臨時工作委員会・馬海臨時工作委員会・タンラ山工作委員会を編入。
- 1964年6月5日 (1市3県2鎮3工作委員会)
  - 冷湖市が鎮制施行し、冷湖鎮となる。
  - 大柴旦市が鎮制施行し、大柴旦鎮となる。
- 1964年7月21日 (1市3県3鎮)
  - タンラ山工作委員会がゴルムド市に編入。
  - 茫崖臨時工作委員会が鎮制施行し、茫崖鎮となる。
  - 馬海臨時工作委員会が冷湖鎮に編入。
- 1965年3月27日 - ゴルムド市が県制施行し、ゴルムド県となる。(4県3鎮)
- 1980年6月14日 - ゴルムド県および茫崖鎮の一部が合併し、ゴルムド市が発足。(1市3県3鎮)
- 1984年5月 - 茫崖鎮が行政委員会に移行し、茫崖行政委員会となる。(1市3県2鎮1行政委員会)
- 1985年4月24日 - 海西モンゴル族チベット族カザフ族自治州が海西モンゴル族チベット族自治州に改称。

#### 海西モンゴル族チベット族自治州
- 1988年4月19日 - 烏蘭県の一部が分立し、デリンハ市が発足。(2市3県2鎮1行政委員会)
- 1992年 (2市3県3行政委員会)
  - 大柴旦鎮が行政委員会に移行し、大柴旦行政委員会となる。
  - 冷湖鎮が行政委員会に移行し、冷湖行政委員会となる。
- 2018年2月22日 - 茫崖行政委員会・冷湖行政委員会が合併し、茫崖市が発足。(3市3県1行政委員会)

## 民族
総人口37万人のうち、漢族が最多で30万人近く、モンゴル族2.5万人、チベット族4.1万人、残りは回族などわずかである。近年の移住によって漢族人口が増加した。

## 観光
- チャカ塩湖（茶卡盐湖）：「天空の鏡」と呼ばれる塩湖
- 無極龍鳳宮（无极龙凤宫）：チベット仏教の寺院
- 熱水吐蕃古墓群（吐蕃墓葬群）：吐蕃時代の墳墓跡
- 二郎洞（二郎洞）：天峻県にある洞窟